# Chambre de commerce canadienne à Shanghai
La Chambre de commerce canadienne à Shanghai (CanCham Shanghai) est un organisme à but non lucratif et la seule chambre de commerce canadienne en Chine. Sa mission est de soutenir les entreprises canadiennes en Chine orientale en les aidant à développer leur réseau et leurs opportunités de promotion tout en prêtant main-forte à la communauté canadienne de Shanghai. 
La Chambre de commerce canadienne se situe au Jing An Kerry Centre, Tour 3, 1228 Yan'An Middle Road, 22/F, dans le district de Jing An à Shanghai, un comité de direction de 12 membres la dirige actuellement. La Directrice Exécutive, Rebecca Copelovici, et son équipe sont responsables des opérations quotidiennes de la Chambre.

## Histoire
Appelée à l’origine Forum Commercial Canadien (FCC), la Chambre de commerce canadienne à Shanghai a été créée en 1996 par un groupe d’entreprises et d’entrepreneurs canadiens locaux. En 2001, le FCC a formé un partenariat avec le Conseil commercial Canada-Chine (CCC) et a été rebaptisé CCC Branche de Shanghai. Dans les années suivantes, le CCC Branche de Shanghai a travaillé avec le CCC pour développer le milieu d’affaires canadien à Shanghai et dans toute la région du Delta du Yangtze, tout en maintenant son indépendance opérationnelle et son identité en tant qu’organisme à but non lucratif. En juin 2008, les membres de la CCC Branche de Shanghai ont voté pour la séparation de la CCC afin d’établir la Chambre de commerce canadienne et de l’inaugurer officiellement le 18 juin 2008.

## Missions
- Promouvoir le développement du commerce et des investissements entre le Canada et la Chine.
- Fournir un forum au sein duquel les entreprises canadiennes en Chine peuvent identifier et discuter des enjeux communs en matière de commerce en Chine.
- Représenter, exprimer et donner effet aux intérêts des entreprises canadiennes en Chine en matière de commerce, d’investissement, de finance, d’industrie et des autres domaines du même ordre.
- Faire le lien avec les organisations, les ministères gouvernementaux et la communauté d’affaires chinoise sur les enjeux communs.
- Entretenir des relations avec d’autres associations et organisations commerciales indépendantes.

## Membres
Les membres de CanCham sont issus de coentreprises sino-canadiennes, des plus grandes et plus connues aux plus petites et moyennes.

## Conseil
La Chambre de commerce canadienne est dirigée par les 12 directeurs du conseil, 11 étant élus et un ex-officio qui est également le délégué commercial principal du Consulat général du Canada à Shanghai. Les directeurs sont soit des représentants de multinationales canadiennes, soit des entrepreneurs canadiens lançant leur propre entreprise en Chine orientale. Les membres du comité de direction sont responsables d’élaborer et de mettre en place des politiques ainsi que de fournir l’orientation de toutes les activités de CanCham.
Le Consul général est le président honoraire de la CanCham.

### Directeurs du Conseil 2009
- Président honoraire : Nadir Patel, Consul général du Canada à Shanghai
- Président : Dr. Mark Ceolin
- Vice-président : John Chan
- Vice-président – ex-officio : Jordan Reeves (Député Consul Général)
- Trésorier : Brian Castle
- Directeurs : Anthony Fong, Charles Wang, Fred Spoke, Keith Lomason, Line Robillard, Michael Murphy, Robert Martin, Sharon Wong

### Directeurs du Conseil 2011/2012
- Président Honoraire : Rick Savone
- Président : -
- Vice-président : Winston Kan
- Vice-président - Ex-officio : Éric Pelletier
- Trésorière : Nancy Kingsley Hu
- Directeurs : Anthony Fong, Mark Ceolin, Thomas Cheong, Eunice Wang, John McDonald, Radley MacKenzie, Alan McMillan, Olivier Brault

### Directeurs du Conseil 2013/2014
- Président Honoraire : Rick Savone
- Président : Richard S. Grams
- Vice-président : Colin Bogar
- Vice-président Ex-Officio: Eric Pelletier
- Trésorière : Nancy Kingsley-Hu
- Directeurs : Colin Bogar, Olivier Brault, Richard S. Grams, Ann Louise Herten, Lonny Kubas, Radley Mackenzie, John E. McDonald, Guy R. A. Mills, David Stavros, Olivia Zhou

### Directeurs du Conseil 2015/2016
- Président Honoraire :  Weldon Epp
- Président : Colin Bogar
- Vice-président : Olivier Breault
- Vice-président Ex-Officio: Eric Pelletier
- Trésorière : Doug Sibley
- Directeurs : Jim Athanasopoulos, Russel Aydin, Jackie Greenizan, Lonny Kubas, Richard Ling, Alan Lu, Guy R. A. Mills, Olivia Zhou

## Événements
L’objectif principal de CanCham est de faciliter la relation entre les communautés canadienne et chinoise à Shanghai. À cette fin, elle organise de nombreux événements d’affaires et communautaires, tout en s’impliquant aussi au sein de la communauté  internationale des chambres de commerce à Shanghai. Le calendrier annuel d’événements inclut de nombreux ateliers, conférences, rencontres de réseautage ainsi que des  rassemblements thématiques à caractère social appelés ‘Canuck Connection’ . Le calendrier annuel comprend:
- Spring Alumni Mixer (Soirée de réseautage de diplômés d’universités canadiennes)
- La fête du Canada
- La fête nationale du Québec
- Hockey Night in Shanghai (La soirée du hockey à Shanghai)
- Maple Leaf Ball (Le bal annuel canadien)
- Canadian Alumni Thanksgiving (L’action de grâce canadienne )
- Canadian Christmas (Noël canadien)

## Dates
- En juin 2008, CanCham Shanghai est officiellement reconnue comme "La Chambre de commerce canadienne à Shanghai" à l’assemblée générale annuelle.
- En septembre 2008, CanCham Shanghai organise “Théorie & Pratique, le premier symposium annuel sur les pratiques durables en affaires."[1]
- En novembre 2008, la Chambre de commerce canadienne à Shanghai organise Hello-Âllo Canada[2],[3], un festival de rue de trois jours célébrant la culture canadienne sur Yandang Road, à Shanghai.
- Le 4 décembre 2009, la Chambre de commerce canadienne à Shanghai et le Conseil commercial Canada-Chine coorganisent un diner d’accueil pour la venue du Premier ministre Stephen Harper en Chine[4],[5],[6].
- En mai 2010, CanCham Shanghai organise un déjeuner d’affaires pour le maire de Montréal.
- En juin 2010, CanCham organise un déjeuner d’affaires pour le ministre des Finances du Québec Raymond Bachand.
- Le 4 juin 2011, CanCham Shanghai organise le 1er Forum Asie-Pacifique de CanCham avec, comme intervenants majeurs, l’économiste chinois Dr. Fan Gang, le président directeur général de Export Development Canada (EDC) Eric Siegel[7],[8] ainsi que Son Excellence l’honorable Peter Van Loan, ministre du Commerce International.
- Le 1er juin 2010, CanCham Shanghai, ainsi que le Pavillon de Montréal et de Vancouver célèbrent la fête du Canada au Pavillon canadien de l’Exposition universelle 2010 de Shanghai en la présence de son Excellence la très honorable Michaëlle Jean, gouverneure générale du Canada[9].
- Le 16 août 2010 CanCham Shanghai et CN organisent une réception pour célébrer la signature d’un protocole d’entente entre l’hôpital populaire No 9 et le Smile China Project.
- Le 20 septembre 2010, CanCham Shanghai supervise une table ronde commerciale avec le maire de Vancouver, Gregor Robertson, des délégués de Vancouver et des responsables d’entreprises locales[10].
- Le 20 juin 2011, CanCham Shanghai et le CCC organisent un déjeuner d’affaires pour le ministre des Affaires Étrangères du Canada, John Baird.
- Le 1er septembre 2011, le Bureau du Québec à Shanghai et CanCham organisent un déjeuner pour le Premier ministre du Québec, Jean Charest.
- Le 7 novembre 2011, la représentation commerciale de la Colombie-Britannique et CanCham Shanghai organisent la Réception des Anciens Ambassadeurs de Colombie-Britannique en présence du Premier ministre de la Colombie-Britannique, Christy Clark.
- Le 9 novembre 2011, CanCham Shanghai et CN organisent le Dîner Canada-Chine des responsables d’entreprise en la présence du ministre Canadien des Ressources naturelles, Joe Oliver.
- Le 10 février 2012, le Consulat du Canada ainsi que CanCham Shanghai, CanCham Hong-Kong et le Conseil commercial Canada-Chine organisent le dîner d’affaires Canada-Chine avec comme intervenant majeur le Premier ministre Stephen Harper[11].
- Le 17 septembre 2012, CanCham organise un dîner d'affaires pour le Conseil de la fédération. Les premiers ministres de la Nouvelle-Écosse, du Nouveau-Brunswick, du Manitoba, de la Colombie-Britannique, de l’Île-du-Prince-Édouard, de l’Alberta, des Territoires du Nord-Ouest et du Yukon ont été à la tête d’une délégation de 110 dirigeants d’entreprises et d’institutions.
- Le 22 octobre, 2012, CanCham Shanghai accueille le Maire de Victoria, Dean Fortin[12].
- Le 14 janvier, 2013, CanCham Shanghai accueille Dalton McGuinty, Premier ministre de l'Ontario et ses délégués d'une mission commerciale.